# Деменки (Кобелякский район)
Деменки (укр. Деменки) — село,
Ольховатский сельский совет,
Кобелякский район,
Полтавская область,
Украина.
Код КОАТУУ — 5321885402. Население по переписи 2001 года составляло 568 человек.

## Географическое положение
Село Деменки находится в 3,5 км от левого берега дельты реки Ворскла.
На расстоянии в 2,5 км расположено село Сенное, в 3,5 км — село Ольховатка.
К селу примыкает большое болото.

## Экономика
- Молочно-товарная ферма.
- ЧП «Деменковское».

## Объекты социальной сферы
- Школа.